# 珍味

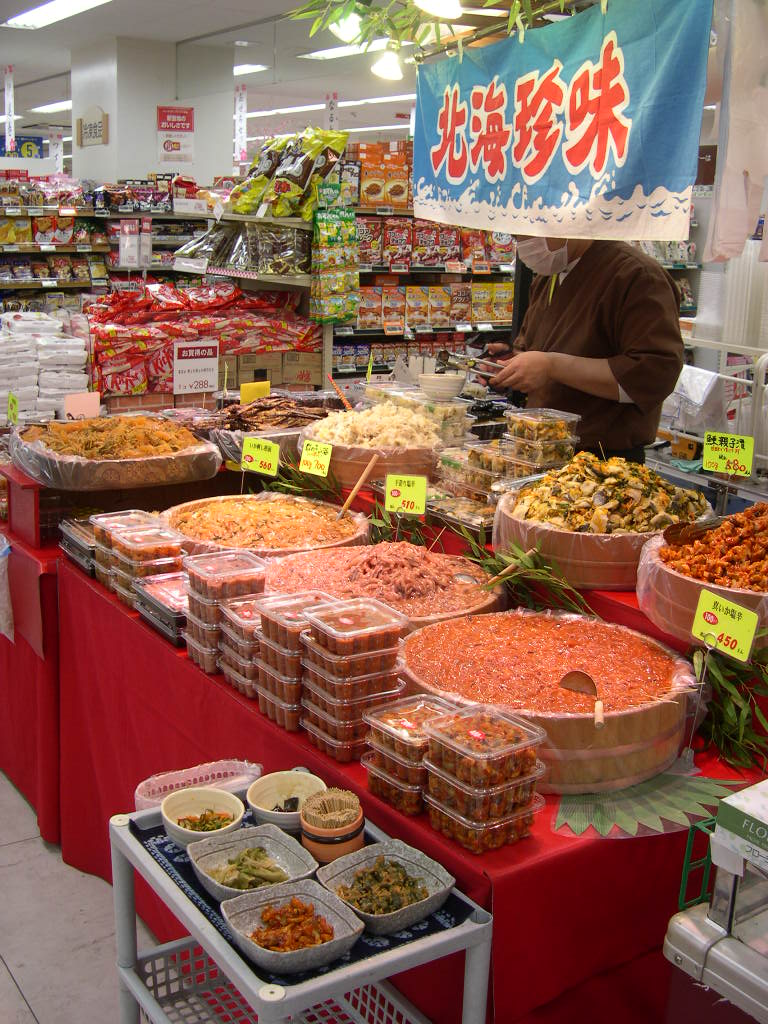
北海珍味

珍味（ちんみ）とは、珍しく美味しい食べ物や酒の肴とするような食物のことである。「山海の珍味」「珍味佳肴」などの熟語に用いられる際は珍しい味、変わった美味しい食べ物といった意味で用いられることが多いが、一般に「珍味」というと水産物などを加工した酒の肴などとしてそのまま食べられるもののことを指すことが多い。

## 概要
中国、西晋の張華が著した博物志（中国語: 博物志 (张华)）では亀、蛤、螺（にし）、蚌（ドブガイ）、狸、兎、鼠、雀を珍味として挙げている。
日本においては江戸時代に三河のこのわた、長崎のからすみ、越前のうにが天下の三珍とされ、現在でもこのわた、からすみ、うには日本三大珍味として知られている。なお、このうには生うにではなく塩うにのことである。
珍味の定義というのは非常に曖昧であり、松前漬けやイカ天、昆布、豆、おせちの具材に使われる佃煮や蒲鉾も珍味に属しているとする珍味問屋も存在している。全国珍味商工業協同組合連合会（以下全珍連）では珍味の定義を「主として水産物を原料とし、特殊加工により独特の風味を生かし、貯蔵性を与え、再加工を要することなく食用に供せられる食品（陸産物に類似の加工をほどこしたものを含む）で、一般の嗜好に適合する文化生活の必需食品」としている。全珍連では製法ごとに珍味を分類しており、その分類は以下の通りである。
- 燻製品類 - いかの燻製など
- 塩辛類 - いかの塩辛など
- あえもの類 - うにあえや酢漬けなど
- 焙焼品類 - いかの姿焼きなど
- 煮揚物類 - 小魚の照り焼きや海老満月など
- 裂刻品類 - さきいかや吹雪鱈など
- 圧伸品類 - 小魚の鉄板焼きやのしいかなど
- その他 - 木の実やくわいせんべい、チーズせんべいなど

また、主に珍味業界ではさきいかなどの乾燥した珍味を「乾珍」や「乾燥珍味」、イカの塩辛のように水分値の高い珍味を「ぬれ珍」や「生珍味」と呼んでいる。
世界三大珍味としてキャビア、フォアグラ、トリュフが広く知られており、日本でもアワビやウニ、カズノコなどの高級食材を用いることも多い一方でいかやたらをはじめとした安価な食材を使ったものも多く存在している。

## 珍味の日
全珍連では宮中祭祀の新嘗祭と1123（いいつまみ）の語呂合わせにちなんで11月23日を珍味の日に制定している。